# Olympische Winterspiele 2022/Teilnehmer (Peru)
| Gelbes Symbol für Goldmedaillen mit stilisierten Olympischen Ringen | Graues Symbol für Silbermedaillen mit stilisierten Olympischen Ringen | Braundes Symbol für Bronzemedaillen mit stilisierten Olympischen Ringen |
| ------------------------------------------------------------------- | --------------------------------------------------------------------- | ----------------------------------------------------------------------- |
| —                                                                   | —                                                                     | —                                                                       |

Peru nahm an den Olympischen Winterspielen 2022 in Peking mit der Skirennfahrerin Ornella Oettl Reyes zum dritten Mal in seiner Geschichte an Olympischen Winterspielen teil.

## Teilnehmer nach Sportarten

### Ski Alpin
| Athletin            | Wettbewerb   | 1. Lauf     | 1. Lauf | 2. Lauf     | 2. Lauf | Gesamt      | Gesamt |
| Athletin            | Wettbewerb   | Zeit        | Rang    | Zeit        | Rang    | Zeit        | Rang   |
| ------------------- | ------------ | ----------- | ------- | ----------- | ------- | ----------- | ------ |
| Ornella Oettl Reyes | Riesenslalom | 1:12,52 min | 56      | 1:11,53 min | 46      | 2:24,05 min | 46     |
| Ornella Oettl Reyes | Slalom       | 1:03,25 min | 53      | 1:01,34 min | 44      | 2:04,59 min | 44     |